# Озеро Лета
О́зеро Ле́та (лат. Lacus Aestatis) — относительно небольшое лунное море, состоит из двух относительно маленьких частей, расположенных в восточной части видимой стороны Луны. Селенографические координаты объекта — 15°00′ ю. ш. 69°00′ з. д. / 15,0° ю. ш. 69,0° з. д., диаметр составляет 90 км.
Северо-западная часть озера является юго-восточной частью сателлитного кратера Рокка Q. Чуть севернее находится сателлитный кратер Рокка A. Другая часть озера расположена к юго-востоку от первого компонента, и формирует удлинённый, «расплывчатый» участок.